# Peggy March
Margaret Annemarie Battavio, más conocida como Peggy March (Lansdale, Pensilvania, 8 de marzo de 1948) es una cantante pop estadounidense famosa por su sencillo I Will Follow Him en el año 1963, que alcanzó el primer lugar de la lista Billboard de los Estados Unidos.

## Carrera
Fue descubierta a los trece años, por su representante Russell Smith, al cantar en la boda de su primo y es presentada a los productores discográficos Hugo & Luigi. Le dieron el apodo de “Little Peggy March” debido a su altura (1.45 m) (Little), al diminutivo familiar y cariñoso de Margaret (Peggy) y al  mes en el que ella nació (March).
Con la canción I Will Follow Him (versión inglesa de la canción francesa Chariot, grabada un año antes por Petula Clark) se convirtió en la cantante femenina más joven con un número uno en el Billboard Hot 100. El tema salió al mercado en marzo de 1963, coincidiendo con el cumpleaños número quince de su intérprete. Se mantuvo durante tres semanas en ese puesto, hasta el 11 de mayo, siendo sustituido luego por If You Wanna Be Happy, de Jimmy Soul.
Luego de enterarse de que Smith la dejó en bancarrota dejándola con solo 500 dólares, se recibe en el instituto Lansdale, un centro católico. Luego continúa su carrera con otro representante, Arnie Harris, con quien se casa y tiene una hija.
Luego vinieron otros temas de menor éxito como I Wish I Were a Princess y Hello Heartache; Goodbye Love. Posteriormente hizo carrera en Alemania, grabó en idioma alemán y se trasladó a vivir a la República Federal Alemana en 1969.
En 1984, una canción coescrita por ella, When the Rain Begins to Fall, consigue el éxito en Europa, en la voz de Jermaine Jackson y Pia Zadora, llegando al número 1 en Alemania, Francia, Holanda y Suiza. 
Sus temas fueron banda sonora de películas como The Hollywood Knights (1980), Hairspray (1988), Voyage of the Rock Aliens (1984) y  All About Steve (2009), entre otras.
En 1992 I Will Follow Him vuelve a hacerse escuchar, pero esta vez en el cine de la mano de comedia Sister Act (Cambio de hábito) protagonizada por Whoopi Goldberg, quien interpreta este tema en la escena final de la película. Veinticinco años después se volvió a interpretar I Will Follow Him para la pantalla chica reproduciendo nuevamente esta escena de la película.
En el 2016 vuelve a hacer una nueva versión de su exitoso sencillo esta vez con la cantante José Hoebee.

## Vida personal
En 1969, March se casó con Arnie Harris, su mánager de toda la vida. Tuvieron una hija, Sande Ann, nacida en 1974. En 2013, el esposo de March murió. [1] Después de vivir en Alemania por algún tiempo, en 1999, Peggy March se mudó a Florida. [10

## Discografía
- 2017: The 25 bests songs.
- 1988: Hairspray.
- 1972: Lady Music
- 1963: I Will Follow Him.

## Temas interpretados
- I Will Follow Him
- I wish i were a princess
- Mit 17 hat man noch träume
- Hello heartache, goodbye love
- The impossible happened
- Wind up doll
- Memories of heidelberg
- If you loved me
- My teenage castle
- Einmal verliebt, immer verliebt

- Every little move you make
- Little me
- Telegramm aus tennessee
- Romeo und julia
- Johnny cool
- Boy crazy
- Oh-oh, i'm falling in love again
- You make me laugh
- Losin' my touch
- In der carnaby street
- Can't stop thinkin' about him
- I'll never forget last night
- What you do with my baby
- Canale grande number one
- He couldn't care less
- Mississippi shuffle boat
- Oh my what a guy
- Kilindini docks
- Teasin'
- He's back again
- Die maschen der männer
- Pagan love song